# Jazavica
Jazavica is een plaats in de gemeente Novska in de Kroatische provincie Sisak-Moslavina. De plaats telt 429 inwoners (2001).